# Frontera entre l'Índia i Indonèsia
La frontera entre l'Índia i Indonèsia és totalment marítima i es troba al Mar d'Andaman a l'oceà Índic. En 1974 un primer tractat va definir la frontera entre Gran Nicobar i la punta d'Aceh a l'illa de Sumatra:
- Punt 1: 06° 38'.5 N, 94° 38'.0 E (equidistant entre Rondo i Boat Rock)
- Punt 2: 06° 30'.0 N, 94° 32'.4 E (equidistant entre Rondo i un cap sense nom al Nord-Est de la Punta Hayward)
- Punt 3: 06° 16'.2 N, 94° 24'.2 E (equidistant entre Northwest Island i Punt Pygmalion)
- Punt 4: 06° 00'.0 N, 94° 10'.3 E (situat a 50 milles nàutiques de les extremitats)

En 1977, un tractat amplia aquesta frontera a banda i banda:
- Del costat de la Mar d'Andaman
  - Punt 1: 06° 38' .5 N 94° 38' .0 E
  - Punt K: 07° 02' 24" N 94° 55' 37" E
  - Punt N: 07° 40' 06" N 95° 25' 45" E
  - Punt O: 07° 46' 06" N 95° 31' 12" E
- Del costat de l'oceà Índic
  - Punt 4: 06° 00' .0 N 94° 10' .3 E
  - Punt R: 05° 25' 20" N 93° 41' 12" E
  - Punt S: 04° 27' 34" N 92° 51' 17" E
  - Punt T: 04° 18' 31" N 92° 43' 31" E
  - Punt U: 04° 01' 40" N 92° 23' 55"